# Чалаев, Замид Алиевич
Замид Алиевич Чалаев (род. 19 августа 1981, Беной, Чечено-Ингушская АССР) — российский военный деятель, подполковник полиции (полковник), командир Полка полиции специального назначения имени Героя России А. А. Кадырова МВД по Чеченской Республике с 2019 года; Герой Российской Федерации (2021), Герой Луганской Народной Республики (2022), Герой Чеченской Республики (2023). Находится под санкциями более 30 государств мира за участие на войне в Украине.

## Биография
Родился 19 августа 1981 года в селе Беной Ножай-Юртовского района Чечено-Ингушской АССР. Чеченец.
С июня 2004 года — в органах Министерства внутренних дел (МВД) Российской Федерации, проходил службу в полку патрульно-постовой службы милиции (ПППСМ) №2 специального назначения при МВД по Чеченской Республике. В мае 2005 года назначен командиром отделения огневого взвода роты, а с июня того же года — батальона патрульно-постовой службы милиции ОВД Ножай-Юртовского района. В марте — декабре 2006 года — заместитель командира, а с декабря того же года — командир огневого взвода батальона ППСМ ОВД Ножай-Юртовского района.
Окончил в 2008 году юридический факультет Современной гуманитарной академии в Москве.
В 2019 году назначен командиром полка патрульно-постовой службы полиции имени Героя Российской Федерации А. А. Кадырова МВД по Чеченской Республике.
Удостоен звания Героя Российской Федерации в мае 2021 года.

## Санкции
23 июня 2023 года Чалаев включён в санкционный список всех стран Евросоюза за участие в нападении на Украину и вовлечённость в осуществлении депортации украинских детей:

Чалаев участвует в принудительном перевоспитании и военной подготовке украинских детей. Он активно участвует в организации лагерей «военного перевоспитания», расположенных в Чечне. В одном из лагерей принудительного перевоспитания он принуждал украинских подростков проходить «курс молодого бойца», в котором украинских детей учат управлять военной техникой. Чалаев является одним из ключевых лиц, вовлеченных в незаконную депортацию украинских детей в Чечню. Действия Чалаева нарушают права украинских детей, закон и административный порядок Украины.— «Официальный журнал Европейского союза», Брюссель, 23 июня 2023 года
24 августа 2023 года Чалаев включён в блокирующий санкционный список США направленный против причастных к насильственному вывозу украинских детей в Россию. По аналогичным основаниям находится под санкциями Швейцарии, Украины и Японии.

## Награды и звания
- Герой Российской Федерации (май 2021)[9][10]
- Орден Кадырова
- Медаль «Памяти Ахмат—Хаджи Кадырова, первого Президента Чеченской Республики»
- Медаль «За заслуги перед Чеченской Республикой»
- Медаль «Защитнику Чеченской Республики»
- Почётный гражданин Чеченской Республики (6 июля 2022) — за личные заслуги в деле защиты интересов Отечества, мужество и отвагу, проявленные при выполнении служебно-боевых задач[11]
- Герой Чеченской Республики (15 марта 2023) — за выдающиеся заслуги перед Чеченской Республикой и ее народом, связанные с совершением геройского подвига[12]
- Герой Луганской Народной Республики (2022)